# ليه بورتر
ليه بورتر (بالإنجليزية: Les Porter)‏ (5 مايو 1923 بغيتسهيد في المملكة المتحدة - 1 يناير 2002 بميدلزبرة في المملكة المتحدة) هو لاعب كرة قدم بريطاني (وحمل سابقاً جنسية المملكة المتحدة لبريطانيا العظمى وأيرلندا) في مركز الوسط. لعب مع نادي يورك سيتي ونيوكاسل يونايتد ونادي  شيلدز الشمالية ‏.